# Sân bay Long Lellang
Sân bay Long Lellang (IATA: LGL, ICAO: WBGF) là một sân bay phục vụ Long Lellang ở bang Sarawak của Malaysia. Sân bay này có một đường băng dài 780 m bề mặt bitum.

## Các hãng hàng không và các tuyến điểm
- Malaysia Airlines[3]
  - MASwings (Marudi, Miri)